# Sport Clube União Torreense (féminines)
Actualités
La section féminine du SCU Torreense est un club féminin de football portugais basé à Torres Vedras.

## Histoire
Torreense perd en finale de coupe du Portugal 2023-2024 face au Benfica, puis à nouveau en finale de supercoupe du Portugal 2024 face au même adversaire.
En 2024-2025, le SCU Torreense remporte son premier trophée après avoir battu le Benfica Lisbonne en finale de coupe du Portugal (2-1).

## Palmarès
Coupe du Portugal (1) :
- Vainqueur en 2025